# Midville (Géorgie)
Pour les articles homonymes, voir Midville.
Midville est une ville américaine située dans le comté de Burke, en Géorgie. Selon le recensement de 2020, sa population est de 385 habitants.